# Max Möller (1915-1985)
Guillaume Max Möller, ook wel Max Möller junior, (Amsterdam, 8 mei 1915- Huizen (Noord-Holland), 26 augustus 1985) was een Nederlands vioolbouwer.
Hij was zoon van vioolbouwer Paul Max Möller en Christine Henriette Weerts. Zelf trouwde hij in 1943 met Geertruida (Tusha) ten Seldam (1911-1998). Hun zonen gingen ook de muziekwereld in: Berend Max Möller (1944-1989) werd eveneens vioolbouwer en Wouter William Max Möller (1947) werd cellist.
Zijn eerste scholing vond plaats in het atelier van zijn vader. Daarna volgden opleiding aan de vioolbouwschool te Mittenwald, Amédée Dieudonné in Mirecourt, Charles Enel in Parijs en Fernando Simone Sacconi in New York. Hij kreeg diverse onderscheidingen, zoals de Beemerenza-medaille in Cremona (1937), Den Haag (1949), Festival of Britain en Rome. In 1948, toen zijn vader overleed nam zoon het atelier aan de Willemsparkweg 15 over en zette het tot aan zijn dood voort.
Hij werd kortstondig opgevolgd door zijn zoon de derde Max Möller.
Van zijn hand verscheen:
- 1939: Italiaanse vioolbouw (samen met zijn vader geschreven)
- 1950: Ik bouw violen
- 1955: The violin makers of the low countries (Belgium and Holland)
- 1975: Some notes on the re-hairing of bows

Möller was ridder in de Orde van Oranje-Nassau.